# Metal Hammer
Metal Hammer (укр. Металевий молоток) — це музичний журнал і вебсайт, присвячений хеві-металу, заснований у 1983 році. У Великій Британії журнал публікується видавництвом Future, а інші мовні видання видаються різними компаніями в багатьох інших країнах. Metal Hammer містить новини, рецензії та розгорнуті статті, що стосуються як мейнстримних, так і андеграундних гуртів хеві-металу, а також виконавців рок-музики, панку, гранжу та інших жанрів альтернативної музики.

## Історія видання
Вілфрід Ф. Ріменсбергер задумав Metal Hammer у 1983 році, і поділився ідеєю рок-журналу, що видається різними мовами, з Юргеном Віггінгаузом, видавцем німецького журналу MusikSzene, де Ріменсбергер був головним редактором. Невдовзі Віггінгауз допоміг запустити німецьке видання Metal Hammer, тоді як Ріменсбергер запустив англомовну версію в Лондоні в листопаді 1986 року, призначивши редактором Гаррі Доерті, колишнього співробітника Melody Maker. Надалі журнал почав виходити 11 різними мовами по всьому світу, включаючи місцеві видання в Ізраїлі, Японії, Сербії, Іспанії, Нідерландах, Італії, Польщі, Угорщині та Франції, також ставши першим західним виданням для молоді в Радянському Союзі.
Metal Hammer UK кілька разів змінював власників з початку 90-х до кінця 2010-х. У 1994 році його придбало видавництво Dennis Publishing, згодом перепродавши компанії Future plc у 2000 році. Німецьке видання Metal Hammer було продано окремо компанії Axel Springer SE у 1999 році. У 2013 році стартап-видавництво TeamRock купило журнал разом із дочірніми виданнями Classic Rock і Prog, але Future викупив усі три бренди після краху TeamRock у грудні 2016 року.
У 2018 році Future запустив Louder, новий «батьківський бренд» для Metal Hammer, Classic Rock і Prog, який об'єднав вебсайти всіх трьох журналів.